# Ntchisi Mountain
Ntchisi Mountain är ett berg i Malawi. Det ligger i distriktet Ntchisi District och regionen Central Region, i den centrala delen av landet. Toppen på Ntchisi Mountain är 1 709 meter över havet.
Terrängen runt Ntchisi Mountain är huvudsakligen kuperad. I omgivningarna runt Ntchisi Mountain växer huvudsakligen savannskog och längre bort savann.